# HMS Euryalus (1939)
HMS Euryalus (42) (Корабль Его величества Юриалес — Евриал) — британский легкий крейсер, типа «Дидо». Был заказан по программе 1936 года 21 марта 1937 года и заложен на верфи Чатама (Hawthorn Leslie & Co.) 21 октября 1937 года. Крейсер был спущен на воду 6 июня 1939 года, став пятым кораблем носящим это имя в британском флоте с 1803 года. Вступил в строй 30 июня 1941 года. Девиз корабля звучал: Bold in all things — «Смелый во всем».

## История службы
По окончании постройки, крейсер с 30 июня 1941 года в сопровождении эсминца Worcester приступил к испытаниям. Корабль предназначался для службы на Средиземном море. В июле, после окончания испытаний, перешел в Скапа-Флоу и приступил к службе вместе с кораблями Home Fleet’а. В августе, крейсер встал в ремонт для замены поврежденных винтов и усиления зенитного вооружения. Были заменены четырёхствольные пулеметы Виккерс пятью одиночными Эрликонами. В это время крейсер был определен в состав эскорта войскового конвой WS11X, части конвоя WS11, следующей в Гибралтар. В сентябре он принял на борт 300 человек из состава наземного персонала RAF и 17 сентября присоединился к составу сил прикрытия конвоя.

### Операция «Алебарда»
По прибытии конвоя на Средиземное море, его проводка по последнему превращалась в операцию «Алебарда». 24 сентября Юриалес совместно с крейсерами Kenya, Edinburgh, Sheffield и Hermione с прикрытием из эсминцев Cossack, Zulu, Foresight, Forester, Farndale, Heythrop, Oribi, Laforey и Lighting сформировал Соединение «X», выполнявшим роль непосредственного эскорта конвоя. Конвой также сопровождало Соединение H. 27 сентября Юриалес совместно с крейсером Hermione, сопровождали авианосец Ark Royal, во время его попытки проведения авиационной атаки на флот противника. В то же время британский корабли сами подвергались сильным авиационным атакам. Ночью 28 сентября Юриалес вместе с крейсерами Соединения «X», отделился от Соединения H, с целью провести суда в узостях Тунисского пролива на Мальту, когда корабли прибыли утром. После успешной проводки транспортных судов в Гранд-Харбор, боевые корабли отплыли с Мальты и пошли на запад для воссоединения с кораблями Соединения H. В Гибралтар крейсер прибыл 1 октября в составе Соединения «W».
После проведения операции «Алебарда», крейсер отправился в Александрию вокруг мыса Доброй Надежды, с заходом на остров Святой Елены. Перейдя Индийский океан и Красное море, крейсер 11 ноября вошел в состав 15-й крейсерской эскадры Средиземноморского флота.

### На Средиземном море
Уже 18 ноября крейсер проводил бомбардировку Бардии совместно с крейсерами Naiad и Galatea, в качестве поддержки войсковой операции.
24 ноября Юриалес вышел в составе Соединения «B» вместе с крейсерами Ajax, Galatea, Naiad и Neptune в поисках вражеских конвоев следующих в Бенгази. Данное соединение прикрывалось Соединением «A» в составе линкоров Queen Elizabeth, Barham, и Valiant. При возвращении последнего соединения в базу, линкор Barham был торпедирован и потоплен немецкой подводной лодкой U-331.
27 ноября Юриалес, совместно с крейсером Naiad и эсминцами Griffin и Hotspur образовали Соединение «C», которое прикрывало переход на Мальту крейсеров Neptune и Ajax и эсминцев Kimberley и Kingston, образовавших соединение «K». На обратном пути Соединение «C» провело набеговую операцию вдоль побережья Киренаики. В ходе последовавших воздушных атак оно избежало повреждений. 28 ноября корабли вернулись в Александрию.
8 декабря Юриалес в составе соединения контр-адмирала Вийена вместе с крейсерами Naiad, Galatea и эсминцами Griffin и Hotspur осуществил набеговую операцию на итальянские прибрежные коммуникации у Восточной Киренаики. 9 декабря корабли совершили обстрел Дерны, а 11 декабря вернулись в Александрию.

### 1-е сражение в заливе Сирт
13 декабря от британских субмарин поступило сообщения о выходе из Таранто трех конвоев, на перехват которых было направлено Соединение «B» контр-адмирала Вийена, в которое пимимо Юриалеса вошли крейсера Naiad, Galatea и 9 эсминцев. 14 декабря Соединение повернуло обратно в Александрию, после полученных сообщений об отзыве итальянских конвоев, но в ночь на 15 декабря соединение нарвалось на завесу вражеских подводных лодок, которая потопила крейсер Galatea.
В тот же день, 15 декабря Юриалес вместе с крейсерами Carlisle и Naiad, эсминцами Decoy, Havock, Hasty, Jervis, Kimberley, Kingston, Kipling и Nizam вышел на сопровождение судна снабжения Breconshire следующего на Мальту и встречу конвоя следующего с острова. Операция закончилась Первым боем в заливе Сирт, произошедшим 17 декабря с итальянскими линкорами. 19 декабря крейсер вернулся в Александрии, во время диверсионной атаки на этот порт итальянских человеко-торпед, закончившейся тяжелыми повреждениями линкоров Queen Elizabeth и Valiant.
С 3 января 1942 года Юриалес участвовал в проводке на Мальту десантного судна Glengyle с припасами и вывода с острова судна снабжения Breconshire. Помимо неё в соединение «B» вошли крейсера Naiad , эсминцы Foxhound, Gurkha, Kingston, Kipling и Sikh (операция MF.2). 9 января корабли благополучно вернулись в Александрию.
С 16 января крейсер участвовал в операции MF.3 — проводке на Мальту 2-х конвоев: MW-8A и MW-8B. Крейсер входил в состав Соединения «B»: Dido, Naiad эсминцев Havock, Hotspur, Foxhound, Kelvin и Kipling. 20 января Соединение «B» вернулось в Александрию.
С 24 по 28 января крейсер вместе с своими двумя систершипами и эсминцами участвовал в операции MF.4 — проведение из Александрии на Мальту судно снабжения Breconshire с грузами и вывод с острова десантного судна Glengyle и транспорта Rowallan Castle. Операция, несмотря на авиационное противодействие, прошла успешно и без потерь.
С 12 февраля крейсер участвовал в очередной конвойной операции — MF.5: Это операция должна была провести гружёный конвой MW-9 из трёх судов на Мальту и забрать с острова 4 порожних судна в виде конвоя ME-10. Юриалес входил в состав соединения «B»: Dido и Naiad, эсминцы Havock, Arrow, Griffin, Hasty, Jaguar, Jervis, Kelvin и Kipling. 14 февраля корабли Соединения «B», встретив конвой с Мальты и передав свой мальтийскому Соединению «K», вернулись в Александрию. В то же время, вследствие тяжелых воздушных атак ни одно из судов не прибыло на Мальту.
10 марта крейсер в составе соединения «B»: крейсера Dido и Naiad, вышел на безуспешные поиски итальянского конвоя следовавшего в Триполи. После этого состоялись поиски повреждённого итальянского крейсера, также не увенчавшиеся успехом. 11 марта, во время возвращения в базу, крейсер Naiad недалеко от Саллума был торпедирован и потоплен немецкой подводной лодкой U-565.
15 марта вместе с крейсером Dido и 6-ю эсминцами обстреливал остров Родос.

### 2-е сражение в заливе Сирт
20 марта Дидо участвовала в проводке Мальтийского конвоя MW-10 на его переходе из Александрии (Операция MG-1) составив совместно с крейсерами Cleopatra и Dido Соединение «B». 21 марта Соединение «B» встретилось с эскортом конвоя: крейсер Carlisle и эскортные миноносцы типа Хант. 22 марта корабли приняли участие во втором сражении в заливе Сирт, против итальянского флота, включающего в себя линкор Литторио и три крейсера. В условиях плохой погоды крейсерам удалось удержать врага на расстоянии, а после торпедной атаки британских эсминцев противник отвернул и конвой был спасен. Конвой подвергся сильным воздушным атакам и понес потери. Крейсера 28 марта вернулись в Александрию, где командовавший в бою адмирал Виен получил поздравительную телеграмму от премьер-министра за успешные действия в бою с итальянским флотом.
В апреле и мае крейсер продолжал службу в Восточном Средиземноморье.

### Операция «Вигорес»
С 13 по 16 июня крейсер участвовал в операции «Вигорес».
27 июня крейсер сопровождал линкор Queen Elizabeth, поврежденный ещё в декабре, уходящий на ремонт из Александрии в США.
19 июля Юриалес совместно с крейсером Dido и эсминцами Jervis, Javelin, Pakenham и Paladin выходил в море для обстрела вражеских позиций у Мерса-Матрух.

### Операция «Пьедестал»
В августе крейсер вместе с кораблями Средиземноморского флота привлекался для отвлекающих действий, во время проводки конвоя «Пьедестал» на Мальту из Гибралтара. 10 августа вместе с крейсером Arethusa, эсминцами Jervis, Pakenham, Paladin, эскортными миноносцами Aldenham, Beaufort, Dulverton, Eridge, Hursley, корветом Hyacinth и вспомогательным эскортным кораблем Antwerp Юриалес вышел из Порт-Саида на сопровождение 3 торговых судов, изображающих конвой в восточном Средиземноморье. Конвой получил наименование MW-12. 12 августа встретили Соединение из крейсеров Cleopatra и Arethusa, эсминцев Javelin, Kelvin, Sikh и Nubian вышедшего в море для сопровождения одиночного судна из Хайфы, следующего на соединение с MW-12 и выполнения в дальнейшем отвлекающего обстрела Родоса. Конвой продолжал движение на запад до наступления темноты. 13 августа конвой повернул на обратный курс в Порт-Саид, а Юриалес 14 августа вернулся в Александрию.
Весь сентябрь корабль оставался в Александрии, ожидая своей очереди, вслед за Dido и Cleopatra, проверки валов машинной установки, проводимой крейсерами этого типа по очереди в Массауа. Осмотр и ремонт были проведены в первой половине октября, после чего Юриалес 14 октября вернулся в состав 15-й эскадры крейсеров в Александрию.
16 ноября крейсер вместе с эсминцами Javelin, Jervis, Kelvin, Nubian, Pakenham, Paladin и Petard вышел в качестве эскорта конвоя MW-13 на Мальту (операция Stoneage). 17 ноября у Александрии эсминцы были заменены 10-ю эскортными миноносцами типа Хант, более подходящими для защиты конвоя в качестве средств ПВО. Рано утром 18 ноября к конвою присоединились крейсера Arethusa, Cleopatra, Dido и Orion и 7 эсминцев, оставивших конвой накануне. Вечером того же дня вражеский торпедоносец тяжело повредил торпедой крейсер Arethusa, после чего тот повернул обратно в Александрию в сопровождении эсминца Petard. 20 ноября Юриалес вернулся в Александрию с кораблями флота после того, как MW-13 прибыл на Мальту.

### В составе Соединение «K», Мальта
25 ноября крейсер вышел из Александрии в составе Соединения «K», которое должно было базироваться на Мальту. Помимо него в Соединение вошли крейсера Dido, Cleopatra, эсминцы Jervis, Javelin, Kelvin и Nubian.
С 1 декабря крейсер участвовал в операции Portcullis — проводке на Мальту конвоя MW-14 — последнего конвоя на Мальту из Восточного Средиземноморья, обусловленный успехами 8-й британской армии в Северной Африке.

### В составе Соединения «Q», Бон
10 декабря Юриалес вместе с крейсерами Argonaut, Dido и Cleopatra перебазировались в Бон, чтобы составить Соединение «Q», действующее у побережья Северной Африки. 12 декабря вместе с Cleopatra, Dido и 4-я эсминцами вышел в море и 13 декабря участвовал в бою с конвоем из Туниса, потопив 3 вражеских судна.
В ночь с 22 на 23 января 1943 года Юриалес вместе с крейсером Cleopatra и эсминцами Jervis, Javelin, Kelvin и Nubian обстреливали пути отступления около Зуары вражеских арьергардов из Ливии. Позже, обстреляв саму Зуару.
В феврале крейсер был перебазирован в восточное Средиземноморье. В марте вместе с эсминцем Javelin действовал против конвоев.
В первой половине апреля крейсер находился на ремонте в Александрии, в ходе которого было изменено радарное оборудование. Был добавлен рада управления зенитным огнем Type 285 и радар воздушного обнаружения Type 279 был заменен на Type 281. С 20 по 23 апреля крейсер совершил переход на Мальту. Базируясь на остров, крейсер в мае совершал выходы на перехват судов снабжения эвакуационных средств.

### Действия против Сицилии и Италии
5 июня крейсер, совместно с эсминцем Troubridge эскортировал конвой в Сицилийских узостях.
8 июня Юриалес, совместно с крейсерами Aurora, Newfoundland, Orion и Penelope с восемью эсминцами и тремя торпедными катерами, бомбардировал остров Пантеллерия. (операция CORKSCREW). После обстрела и бомбардировки авиации союзников, планировалась высадка десанта, содержащего 1-ю британскую дивизию. Но в ночь с 10 на 11 июня остров капитулировал.
В июле крейсер был переведен в состав 10-й крейсерской эскадры. Крейсер предполагалось задействовать в высадке на Сицилии (операция Husky). 7 июля он вместе с линкорами Nelson, Rodney, крейсером Cleopatra и восемью эсминцами отплыл из Орана для прикрытия высадки. 9 июля корабли соединились в заливе Сирт с линкорами Warspite, Valiant, авианосцем Formidable, крейсерами Aurora и Penelope. 10 июля корабли расположились в патруле у мыса Пассаро, с целью перехвата любого вражеского судна. 11 июля корабль участвовал в инциденте «дружественного огня» вместе с крейсером Cleopatra и торпедным катером.
14 июля, после возвращения с дозаправки на Мальте, действовал совместно с Cleopatra и эсминцами Quail и Quilliam. 16 июля корабли сопровождали на Мальту Cleopatra, получивший торпедное попадание с подводной лодки.
20 июля Юриалес был передан в состав Соединения «Q», базировавшемуся в Боне, в качестве помощи крейсеру Sirius. Действовал с Соединением «Q» при поддержке военных операций.
26 июля крейсер вышел в море с линкорами King George V и Howe, авианосцем Indomitable и крейсером Dido для прикрытия конвойных операций у Сицилии.
1 августа крейсер, совместно с Dido, Sirius и двумя эсминцами обстреливал Вибо-Валентию на западном побережье Италии, в преддверии высадки Союзников на материке.
16 августа бомбардировал Скалею совместно с крейсером Aurora и эсминцами Jervis и Paladin. На обратном переходе в Палермо потопил несколько паромов Зибеля.
27 августа переведен в качестве флагманского корабля для поддержки авианосного соединения «V» (Task Force 88). В составе данного Соединения вышел вместе с крейсерами Scylla и Charybdis для прикрытия авиационных операций эскортных авианосцев Unicorn, Battler, Attacker, Hunter и Stalker в ходе запланированной высадки союзников в Салерно (операция Avalanche).
9 сентября крейсер осуществлял прикрытие авианосных операций с началом высадки в Салерно. 12 сентября, в то время как авианосцы проводили пополнение в Палермо, крейсер совместно с Scylla и Charybdis были направлены в Бизерту. 13 сентября корабли погрузили на борт войска для усиления десантных сил в Солерно. 15 сентября после высадки войск, все 3 крейсера направились в Алжир. 16 сентября Юриалес вернулся в Салерно, чтобы оказать помощь поврежденному планирующей бомбой линкору Warspite добраться до Мальты. Попытка буксировки не удалась и крейсер оставался вместе с крейсерами Scylla и Delhi, до прибытия буксира, с целью обеспечения зенитного прикрытия. 20 сентября Юриалес прибыл на Мальту, после того, как Соединение «V» было расформировано, а авианосцы отправились в Великобританию.
22 сентября крейсер принял на борт командующего Средиземноморским флотом и совершил переход в Таранто для встречи с итальянцами, с целью организации разоружения итальянского флота. 29 сентября крейсер изъяли из средиземноморских операций для последующего ремонта и он направился в Великобританию. В октябре, по прибытии был подготовлен для последующего ремонта на коммерческой верфи и совершил переход к Клайду. В ноябре встал на ремонт на верфи John Brown shipyard в Клайдбанке.

### Ремонт
В ходе ремонта, продолжавшегося по июнь 1944 года, с целью снижения верхнего веса была снята башня «Q». Крейсер модифицировали для действий в качестве флагманского корабля эскадры эскортных авианосцев оснастив его постом управления авиацией. Радары поверхностного и высотного обнаружения Type 277 и Type 293 заменили радар Type 272.
28 июня крейсер закончил проведение ремонтных работ, войдя в состав 10-й крейсерской эскадры Home Fleet’а. В начале июля проводил послеремонтные испытания в гавани. 10 июля он вышел на испытания в море, после завершения которых перешел в Скапа-Флоу для продолжения боевой службы.
19 августа в камбузе крейсера произошел пожар, для устранения последствий которого перешел к Хамбер для ремонта на коммерческой верфи. По окончании которого, 20 сентября вернулся в Скапа-Флоу для продолжения службы.

### Действия у побережья северной Норвегии
14 октября Юриалес действовал в Соединении 9, в качестве эскорта эскортных авианосцев Trumpeter и Fencer с шестью эсминцами в ходе авиационных минных постановок между Sandos и Risto островами с последующей минной постановкой в Aarmumsund Leads (операция Lucidas). 15 октября операция продолжилась дальнейшими авиационными постановками в Ramossund и ударами по судоходству в Fro Havet.
14 ноября действовал в качестве эскорта эскортного авианосца Pursuer совместно с эсминцами в ударе по судоходству у Тронхейма. 16 ноября прибыл в Розайт, с последующим запланированным участием в составе Британского Тихоокеанского флота, сформированного в Тринкомали 22 ноября.

### В составе Британского Тихоокеанского флота
16 декабря крейсер вышел совместно с грузо-пассажирским судном Rimutaka и эсминцами Ulster и Undine. На борту Rimutaka находился его королевское высочество Герцог Глостерский, направляющийся в Австралию в качестве генерал-губернатора, эсминцы же предназначались для службы в составе Британского тихоокеанского флота. 21 декабря корабли прибыли в Гибралтар, 25 декабря на Мальту, 29 декабря в Суэц. 2 января 1945 года они прибыли в Аден. 5 января в Коломбо крейсер оставил сопровождение Rimutaka и направился в Тринкомали на соединение с 4-й крейсерской эскадрой.
24 января действовал с крейсерами Argonaut, Black Prince и Ceylon, а также авианосцами Indomitable, Illustrious и Victorious для нанесения удара по нефтеперерабатывающим заводам в Pladjoe, севернее Палембанга (операция Meridian I). До и после проведения частей операции корабли заправлялись в заливе Эксмут (Австралия). 29 января Юриалес продолжал в рамках операции Meridian обеспечивать охранение той части кораблей TF63, которые наносили удары по Soengi-Gerong у Палембанга. 30 января корабли направились в Сидней. 2 февраля крейсер заходил во Фримантл и 11 февраля прибыл в Сидней. 13 февраля крейсер был поставлен в док для осмотра подводной части корпуса.
28 февраля крейсер направился в передовою базу Манус на островах Адмиралтейства, сопровождая линкор King George V, куда корабли прибыли 7 марта.
С 17 по 20 марта совершил переход вместе с другими британским кораблями на американскую базу на Улити, для совместных действий в составе 5-го флота США.
23 марта крейсер вышел с Улити для сопровождения американских десантных сил на Окинаву. Британское Соединение стало именоваться на американский манер TF57. 26 марта крейсер участвовал в операции Iceberg — нейтрализации японских аэродромов на островах Сакисима. 1 апреля отражал мощные авиационные атаки. 9 апреля вместе с британскими кораблями отделился от флота для нанесения ударов по Формозе (операция Iceberg Oolong). 12 апреля осуществлял прикрытие во время атак на Shinchiku и Matsugama. 13 апреля воссоединился с американскими кораблями у островов Сакисима. После чего корабли ушли на Лейте.
1 мая вышел вместе с TF57 на соединение с американскими силами для продолжения ударов по островам Сакисима.
4 мая воссоединился с американским Соединением TF58, после дозаправки в зоне «Москито», с целью продолжения атак на Сакисима (операция Iceberg Two). После первой серии воздушных атак, вместе с линкорами King George V, Howe, крейсерами Black Prince, Gambia и Uganda, эсминцами 25-й флотилии, перенацелен для обстрела аэродромам в Miyako Shima и Nobara. Юриалес 102-мм орудиями обстреливал аэродром в Nobara. С 9 мая осуществлял прикрытие авианосцев, осуществлявших атаки на ротационной основе с американскими кораблями до 26 мая. В этот период выделялся с крейсером Black Prince в патрулирования дальнего предупреждения воздушных атак камикадзе. По завершении операции отправился в Манус.
27 мая вместе с другими кораблями образовал TF37 после реорганизации американских ВМС. После чего крейсер совершил переход в Сидней для последующего ремонта и обслуживания. 4 июня крейсер встал на ремонт в Брисбене. После окончания которого, перешел в Сидней с целью последующих атак по японским силам совместно с американским флотом.
28 июня вместе с кораблями Британского Тихоокеанского флота отплыл из Сиднея. 6 июля отплыл из Мануса в рамках подготовки предстоящей высадки в Японии (операция Olympic). 17 июля действовал в составе TF37, совместно с американским TF38 прикрывая авиационные атаки в районе Токио — Йокогама, включая удар по базе гидроавиации на озере Касумигаура. 27 июля прикрывал авиационные удары по Осаке и Катори включая удары по кораблям. 9 августа прикрывал авиационные удары по северному Хонсю и Хоккайдо. 12 августа отправился на Манус, после того, как на британских танкерах закончилось топливо. 15 августа было получено сообщение о капитуляции Японии. 18 августа корабли пришли на Манус.
22 августа вместе с авианосцем Indomitable, эскортным авианосцем Venerable и крейсером Swiftsure пошел на Лейте. 27 августа с теми же кораблями и крейсером Black Prince, эсминцами Kempenfelt, Ursa, Whirlwind и Quadrant в состав соединения 111.2 отправился для освобождения Гонконга, куда пришел 29 августа.

### Послевоенная служба
В феврале 1946 года Юриалес вернулся в Великобританию, прибыв в Чатам и на целый год был выведен в резерв, встав на консервацию в Розайте.
В январе 1948 года Юриалес после расконсервации присоединился к 1-й крейсерская эскадра в Средиземном море, где он заменил крейсер Ajax и принимал участие в палестинских патрулях, и участвовал в эвакуации британского Верховного комиссара из Хайфы.
В мае 1950 года он вернулся в Плимут, чтобы набрать новый экипаж, и позже вернулся в состав 1-й крейсерской эскадры на Мальте. В апреле 1951 года, он отплыл в Персидский заливе, освободив крейсер Маврикий для службы в составе Ост-Индской эскадры. В мае он прибыла в Бахрейн. В июне крейсер вернулся на Мальту, после того, как был заменен эсминцами Armada, Saintes, Vigo и Gravelines.
В июле он снова отплыл в Персидский залив через Суэцкий канал, сделав только остановку, чтобы забрать по пути Ланкаширских стрелков и прибыв в Абадан 21 июля.
В составе Средиземноморского флота крейсер оставался до лета 1952 года. В августе 1952 года Юриалес был выведен из строя но почти сразу вернулся в состав 1-й крейсерской эскадры. И уже в апреле 1953 года крейсер перевели в Южную Атлантику, в состав 6-й крейсерской эскадры, базирующейся в Саймонстауне, в качестве флагманского корабля. 9 января 1954 года он был поставлен в Selborne в сухой док для ремонта, в ходе которого на нём заменили винты.
В сентябре 1954 года крейсер отправился в Великобританию, прибыл 19 сентября в Девонпорт. В ноябре того же года там он был переведен в состав резервного флота, где и оставался до октября 1958 года, когда был продан на слом BISCO. 18 июля 1959 года Юриалес был отбуксирован в Блит (Blyth) на разборку Hughes Bolckow.